# 半个月亮爬上来
《半个月亮爬上来》是王洛宾于1939年所作的西部民歌，改编自新疆民歌《依拉拉，沙依格》，为其代表作品之一，至今依然广为流传。

## 历程
1939年春，王洛宾随同西宁青海抗战剧团，到河西走廊编演抗战舞台剧。演出中经常会排练一些乡土民歌，以增强抗战宣传的效果，其中特别保留的曲目，就是王洛宾改编的《半个月亮爬上来》。
他在河西走廊的那段时期，结交许多来自维吾尔族的朋友，搜集了不少维吾尔族民歌。其中一次在酒泉听到喀什地区的维吾尔族舞曲《依拉拉，沙依格》，留下深刻地印象。他后来将这首舞曲编入剧本，谱上抗战歌词，却显得格格不入。剧团从河西走廊回到西宁以后，王洛宾一边为剧团编排节目，一边仍不断改编歌曲。有一天他坐在家中的院子，琢磨着如何改编《依拉拉，沙依格》，抬天看见天上的半月，寻到灵感写下了《半个月亮爬上来》。
曾经有过一段时间，《半个月亮爬上来》被认为是一首作者未详的青海民歌。直至1990年代初，王洛宾回忆这段改编历程，提及这首作品已经传唱五十多年，曾在世界青年联会节中获得奖项，并得到世界各地合唱团的认可，成为经典曲目。美国百人合唱团于1990年访问中国时，也曾演唱过这首作品。

## 意境
《半个月亮爬上来》的歌词分为两段，共18个句子。这首歌曲经过重新编曲以后，从快板的民族舞曲变成慢板欧洲抒情曲的唱法，谱上委婉的抒情歌词，旋律浸透西班牙的浪漫风情，来呈现这一首维吾尔族的爱情歌曲。

## 流传
《半个月亮爬上来》是一首世界级的新疆经典民歌，中国以至世界各地的合唱团都曾收录过这首乐典。
1953年，杨嘉仁指挥再次改编的无伴奏合唱曲《半个月亮爬上来》，获得第三届世界青年联会节合唱银制奖章。 1993年，《半个月亮爬上来》与《在那遥远的地方》一同被选录为《20世纪华人音乐经典》， 任桂珍、彭丽媛、莫文蔚、关牧村、阎维文、德德玛、黑鸭子等众多歌手都曾演绎过这首歌曲。
2006年，中国国防科工委联合中央电视台及中国音乐家协会，票选30首歌曲乘搭嫦娥一号，从太空向地面播放，其中一首就是《半个月亮爬上来》。